# Lepidoscia polychrysa
Lepidoscia polychrysa är en fjärilsart som beskrevs av Oswald Beltram Lower 1903. Lepidoscia polychrysa ingår i släktet Lepidoscia och familjen säckspinnare. Inga underarter finns listade i Catalogue of Life.